# 80 PLUS

Logo der Initiative und gleichzeitig Zertifizierungsemblem

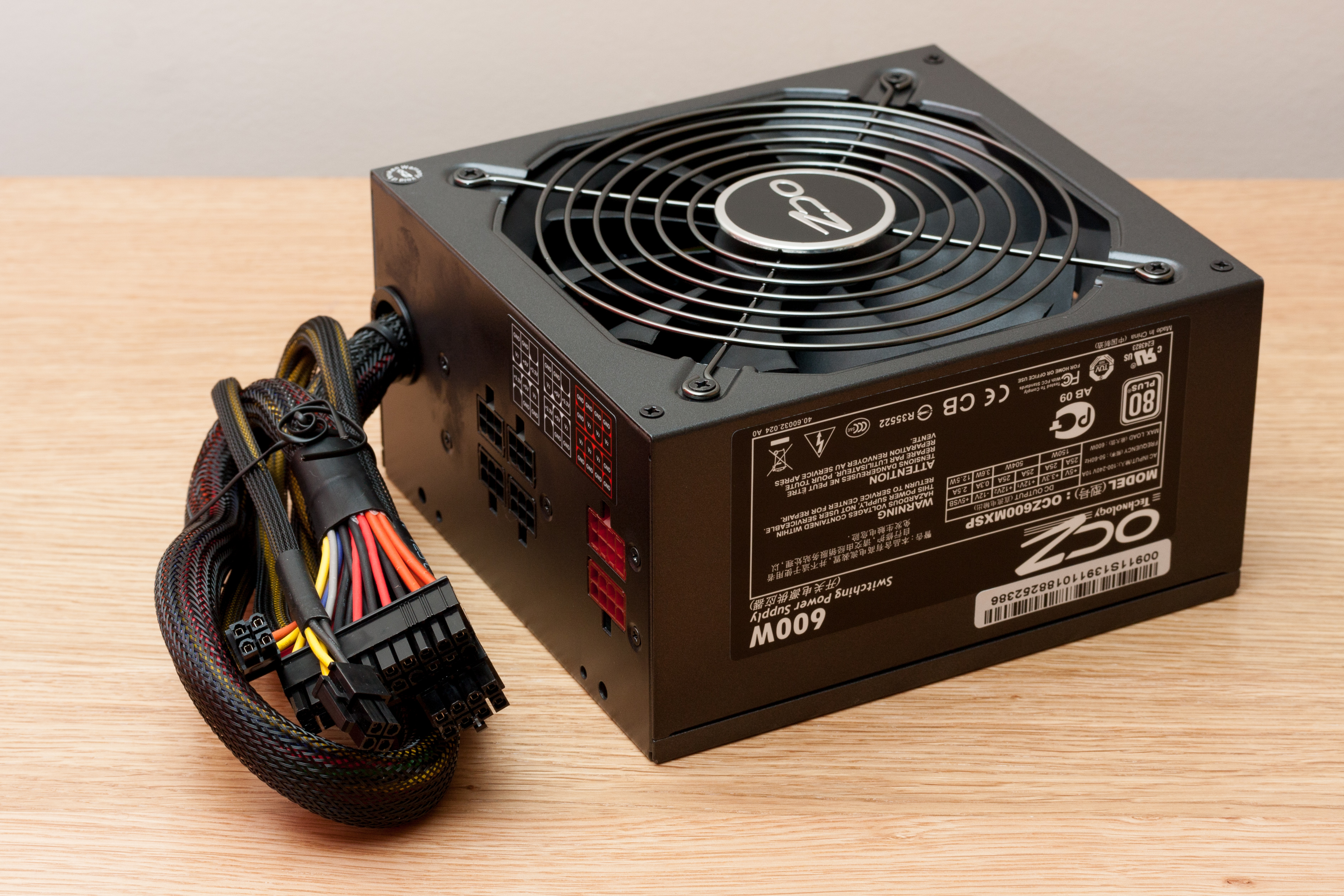
600-Watt-PC-Netzteil der Marke OCZ mit 80-PLUS-Zertifikat

80 PLUS ist eine nordamerikanische Initiative zur Förderung von PC-Netzteilen, die einen Wirkungsgrad von 80 % oder höher aufweisen. Die Initiative listet auch konforme Geräte und stellt die entsprechenden Messprotokolle im Internet zur Verfügung.

## Anforderungen
Die Initiative fordert für eine „80-PLUS“-Zertifizierung, dass Netzteile für Desktop-Computer und Server bei den Lastpunkten 20 %, 50 % und 100 % jeweils einen Wirkungsgrad von mindestens 80 % erreichen. Außerdem werden an den Leistungsfaktor der PFC bestimmte Ansprüche gestellt. Für die höheren Zertifizierungen „80 PLUS Bronze“, „80 PLUS Silver“, „80 PLUS Gold“, „80 PLUS Platinum“ und „80 PLUS Titanium“ sind die Anforderungen an den Wirkungsgrad jeweils stufenweise erhöht, mit Fokus auf den häufig genutzten Lastbereich von 50 %.
| Spannung | nicht redundant | nicht redundant | nicht redundant | nicht redundant | redundant/Industrie | redundant/Industrie | redundant/Industrie | redundant/Industrie | Zertifikat       |
| Spannung | 10 % Last       | 20 % Last       | 50 % Last       | 100 % Last      | 10 % Last           | 20 % Last           | 50 % Last           | 100 % Last          | Zertifikat       |
| -------- | --------------- | --------------- | --------------- | --------------- | ------------------- | ------------------- | ------------------- | ------------------- | ---------------- |
| 230 V    | -               | 82 %            | 85 % 1          | 82 %            | n/a                 | n/a                 | n/a                 | n/a                 | 80 PLUS Standard |
| 230 V    | -               | 85 %            | 88 % 1          | 85 %            | -                   | 81 %                | 85 % 1              | 81 %                | 80 PLUS Bronze   |
| 230 V    | -               | 87 %            | 90 % 1          | 87 %            | -                   | 85 %                | 89 % 1              | 85 %                | 80 PLUS Silver   |
| 230 V    | -               | 90 %            | 92 % 1          | 89 %            | -                   | 88 %                | 92 % 1              | 88 %                | 80 PLUS Gold     |
| 230 V    | -               | 92 %            | 94 % 1          | 90 %            | -                   | 90 %                | 94 % 2              | 91 %                | 80 PLUS Platinum |
| 230 V    | 90 %            | 94 % 2          | 96 %            | 94 %            | 90 %                | 94 % 2              | 96 %                | 91 %                | 80 PLUS Titanium |
| 115 V    | -               | 80 %            | 80 %            | 80 % 1          | n/a                 | n/a                 | n/a                 | n/a                 | 80 PLUS Standard |
| 115 V    | -               | 82 %            | 85 % 1          | 82 %            | n/a                 | n/a                 | n/a                 | n/a                 | 80 PLUS Bronze   |
| 115 V    | -               | 85 %            | 88 % 1          | 85 %            | 80 %                | 85 % 1              | 88 %                | 85 %                | 80 PLUS Silver   |
| 115 V    | -               | 87 %            | 90 % 1          | 87 %            | 82 %                | 87 % 1              | 90 %                | 87 %                | 80 PLUS Gold     |
| 115 V    | -               | 90 %            | 92 % 2          | 89 %            | 85 %                | 90 % 2              | 92 %                | 90 %                | 80 PLUS Platinum |
| 115 V    | 90 %            | 92 % 2          | 94 %            | 90 %            | n/a                 | n/a                 | n/a                 | n/a                 | 80 PLUS Titanium |

## Geschichte
- Ecos & EPRI entwickelten das Generalized Internal Power Supply Efficiency Test Protocol (allgemeines Testprotokoll für interne Netzteile) für PC-Netzteile mit Mehrfachausgang.
- Im März 2004 wurde die „80-PLUS“-Idee aus einer Initiative auf dem ACEEE Market Transformation Symposium vorgestellt.
- Im Februar 2005 wurde das erste marktreife „80-PLUS“-zertifizierte Netzteil von Sea Sonic vorgestellt.
- 2006 erweiterte Energy Star die Anforderungen für ihre zukünftigen Energy-Star-4.0-Computerspezifikationen um die „80-PLUS“-Anforderungen.
- Im November und Februar 2006 zertifizieren HP und Dell ihre Netzteile nach den „80-PLUS“-Spezifikationen.
- Am 20. Juli 2007 trat die Energy Star Computer Specification 4.0 in Kraft. Die Spezifikation beinhaltet die „80-PLUS“-Anforderungen für Desktop-Computer.

Im Dezember 2007 waren bereits mehr als 200 Netzteile auf dem Markt „80-PLUS“-zertifiziert und damit der zukünftige Standard.
Im ersten Quartal 2008 wurden die Standards überarbeitet, um mit Bronze, Silver und Gold höhere Effizienzlevel zu zertifizieren. Während mit „Bronze“ zertifizierte Modelle recht bald folgten, erschienen Modelle der beiden höheren Zertifizierungen erst später. Die Stufe „Silber“ wurde dabei von den Herstellern teilweise übersprungen oder nur für günstigere Modelle verwendet. Ende 2009 folgte die Stufe „80 PLUS Platinum“, zuvor teilweise auch als „90 PLUS“ diskutiert, die einen Wirkungsgrad von durchgehend über 90 % und gar 94 % bei mittlerer Last vorschreibt. Selbige gilt zunächst nur für Server-Netzteile; 2010 folgte eine leicht veränderte Version für Desktop-Systeme.
Mit Stand Ostern 2010 waren in Europa etwa 350 Modelle mit einer Zertifizierung erhältlich, von denen etwa die Hälfte „Bronze“ oder höher zertifiziert waren. Die Zahl der zertifizierten Netzteile, von denen viele jedoch lediglich Konzeptstudien waren, lag inzwischen bei über 2000.
Bis Mitte Juni 2011 wuchs die Anzahl der zertifizierten und in Europa erhältlichen Netzteile auf über 550. Die beiden untersten Stufen (Standard und Bronze) machten dabei jeweils 200 Modelle aus; Silber und Gold teilten sich die anderen 150. Lediglich 40 Modelle mit einer Platin-Zertifizierung waren zu diesem Zeitpunkt im Handel. Die Zahl der zertifizierten Modelle insgesamt (inkl. Konzeptstudien) lag bei ähnlicher Verteilung bei knapp 3000.

## Kritik
Die Messung der Netzteile erfolgt in einer Laborumgebung mit 23 °C Lufttemperatur. Bedingt durch die Abwärme des Computers oder eine wärmere Außentemperatur im Sommer werden Netzteile bei vielen Anwendern allerdings bei höheren Temperaturen betrieben. Höhere Temperaturen wirken sich jedoch negativ auf den Wirkungsgrad des Netzteils aus, da die Effizienz der darin verbauten Halbleiter bei höheren Temperaturen sinkt.
Zudem besteht die Möglichkeit, dass der im 80-PLUS-Messlabor gemessene Wirkungsgrad höher ausfällt als bei frei im Handel erhältlichen Exemplaren, etwa wenn der Netzteilhersteller aus Kostengründen einzelne Bauteile in späteren Chargen gegen ineffizientere auswechselt oder sogenannte „Golden Samples“, also speziell für das Messlabor hergestellte, im Handel nicht erhältliche Exemplare, zur Messung einsendet.